# Владан Матовић
Владан Матовић био је каменорезац из Јежевице (Општина Пожега). Надгробне споменике и кенотафе израђивао је у селима на размеђу Чачка, Ваљева, Пожеге и Горњег Милановца. Хронолошки и стилски припада групи клесара који су били активни у периоду пре и после Првог светског рата.
У потписима на споменицима истицао је своје чланство у Народној радикалној странци: Писа Владан Матовић Јежевчанин, члан радикалне омладине.

## Дело
Споменике је клесао од беличастог „кабларца” и плавог тока у форми стуба или вертикалне плоче углављене у масивно постоље и надвишене резаним крстом. Предња страна споменика оштро је профилисана. Простор за епитаф ограничен је тордираним стубићима. Изнад је профилисано засвође које се продужава у велики тролисни крст. У лучном пољу често је уписан стилизовани монограм.
Споменици су украшени плитким линеарним урезима - арабескном декорацијом крста, религиозним симболима и флоралном орнаментиком.
Надгробници Владана Матовића типографски су препознатљиви. Од старијих каменорезаца преузео је ретроградну праксу употребе латиничног слова „İ”.

## Епитафи
Споменик Млађену Мићовићу (†1901) (Мала Јежевица)
Овди леже смртни остатци почившег
МЛАЂЕНА МИЋОВИЋА
из Јежевице
кои поживи часно и поштено 40 г.
а умрије 20. новембра 1901. г.
Овај спомен сподигоше му
синови Ђиван, Мирко и (нечитко).
Писа Владан Матовић Јежевчанин
члан Радикалне омладине.

Кенотаф Радовановићима - оцу Спасоју (†1913) и сину Тикомиру (†1915) (Душковци)
ТИКОМИРУ РАДОВАНОВИЋУ
из Душковаца
војнику 2. ч. 4. б. Х пука
славно палом 6. Х 1915. г.
на Београду
у 23. г. својој.
СПАСОЈУ РАДОВАНОВИЋУ
из Душковаца
војнику III поз. X пука
Умро 4. I 1913. г.
у К. Митровици.
Ову воду и спомен
подиже свом једином сину
Тикомиру мати Симка
као мужу Спасоју и деверу Митру
помоћу синовца Гвоздена.

Кенотаф Крсти Варагићу (†1916) (Тометино Поље)
КРСТИ ВАРАГИЋУ
из Т. Поља
Војнику с[талног] кадра
који поживи 20 г.
а умре од ратни напора
после свих издржаник тешкоћа
оступајући кроз кршну Албанију
у Бизерти Јужна Африка
15. јануара 1916. г.
далеко од својих милих и драгих.
Јесте пали и срца не бију
Ал створисте велику Србију.

Споменик деци Витора Варагића - Животи (†1924) и Радмили (†1924) (Тометино Поље)
Овде у једном гробу вену
ЖИВОТА од 15 година и
РАДМИЛА од 12 г.
син и кћи Витомира Варагића
из Тометина Поља
који умреше 10. новембра 1924. г.
од шарлака.
Спомен им подиже
отац Витомир и мати Павлија.